# Charles de Fournas-Moussoulens
Pour les articles homonymes, voir Fournas.
Charles François Joseph de Fournas de la Brosse, baron de Moussoulens, est un homme politique français né le 30 juin 1782 à Moussoulens (Aude), mort le 25 mai 1848 à Carcassonne (Aude).

## Biographie
Propriétaire, Charles François Joseph de Fournas fut élu maire de Carcassonne le 24 avril 1823 et s'acquitta de cette charge jusqu'à la fin du règne de Charles X,.Il repose au cimetière Saint-Vincent de Carcassonne.

## Fonctions et mandats politiques
- Maire de Carcassonne de 1823 à 1830.
- Député de l'Aude de 1824 à 1830, siégeant dans la majorité soutenant les gouvernements de la Restauration.

## Liens externes

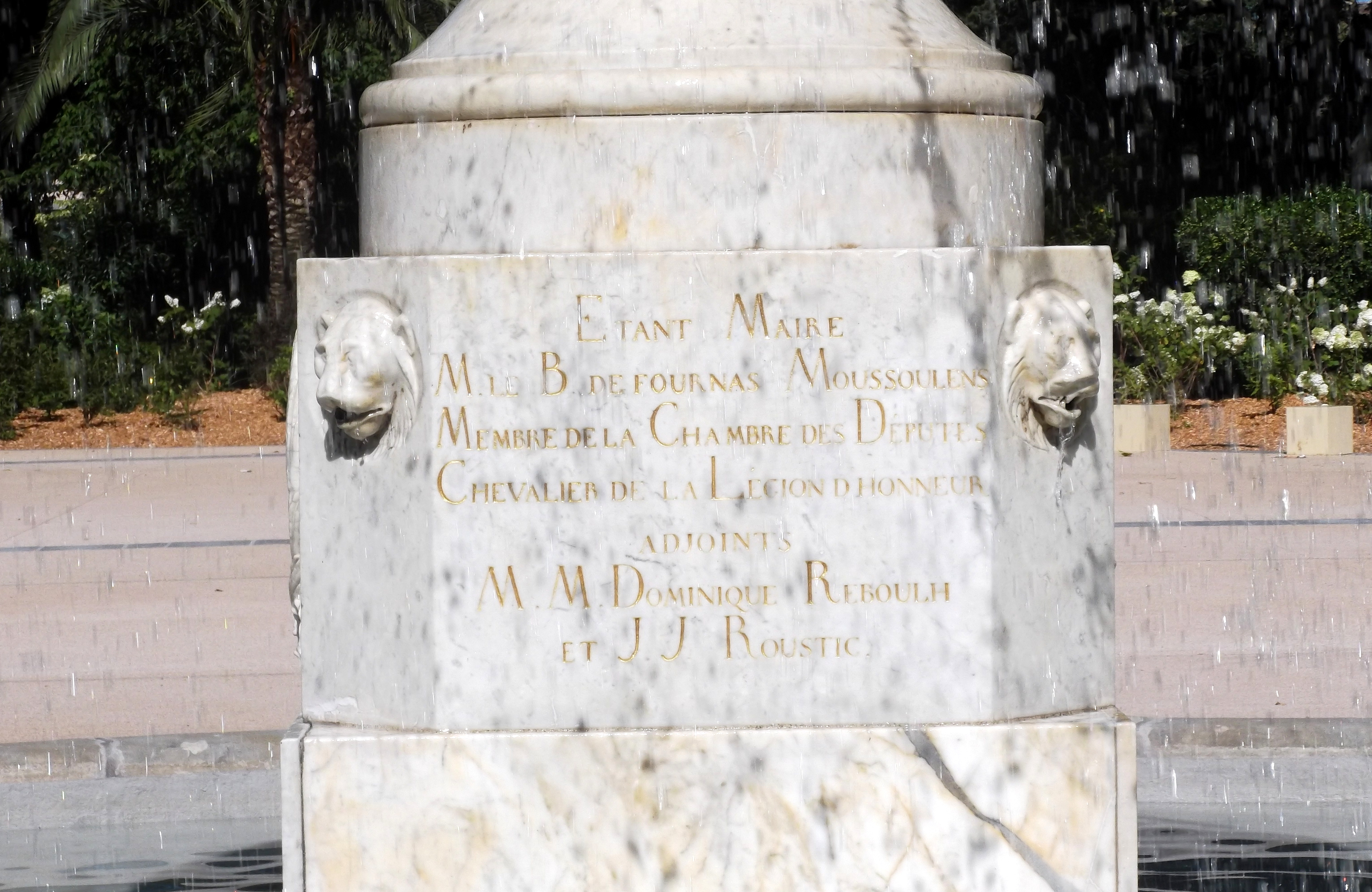
Témoignage de la mandature municipale de Charles Fournas de Moussoulens, visible sur les fontaines du square André Chénier à Carcassonne qu'il fit installer.

## Distinction
- Chevalier de la Légion d'honneur (1824[3])

## Sources
- « Charles de Fournas-Moussoulens », dans Adolphe Robert et Gaston Cougny, Dictionnaire des parlementaires français, Edgar Bourloton, 1889-1891 [détail de l’édition]